# Младост (Веліка Обарска)
«Младост» — боснійський футбольний клуб з міста Веліка Обарска, що знаходиться у Сербській республіці. Клуб грає у боснійській прем'єр-лізі.

## Історія клубу
Клуб був заснований у 1958 році та зазвичай грав у найнижчих рівнях турнірної системи чемпіонату Югославії. Після розпаду Югославії, клуб грав у лігах республіки Сербської. У сезоні 2012-13 Младост завершила сезон на 1-му місці та потрапила у наступний сезон до прем'єр-ліги.

## Досягнення
- Перша ліга Республіки Сербської
- Переможець: 2012-13

## Видатні гравці
- Міле Андріч
- Бранімір Баїч
- Нікола Бала
- Сладан Губіч
- Йовіца Класановіч
- Желько Крстіч
- Владімір "Владо" Марковіч
- Александр Ніколіч
- Міодраг Васільєвіч
- Браніслав Ружич
- Недо Щука
- Владімір Тодоровіч
- Деян Зечевіч
- Ненад дуріч
- Стефан Яньіч
- Младен Мілановіч
- Ненад Новаковіч
- Владімір Пешич
- Душан Зеліч

## Тренери
- Дойо Міловановіч
- Мирослав Милованович (? - 3 жов 2013)
- Душан Йевріч (3 жов 2013 - наші дні)